# ويليام ناثان هاريل سميث
ويليام ناثان هاريل سميث هو محامي وقاضي وسياسي أمريكي، ولد في 24 سبتمبر 1812، وتوفي في 14 نوفمبر 1889. نشط حزبياً في الحزب الديمقراطي. وقد انتخب عضو مجلس ولاية كارولاينا الشمالية ‏ وانتخب عضو مجلس نواب كارولينا الشمالية ‏ وانتخب عضو مجلس النواب الأمريكي.